# Novopavlivka, Nova Odesa
Novopavlivka (în ucraineană Новопавлівка) este un sat în comuna Pidlisne din raionul Nova Odesa, regiunea Mîkolaiiv, Ucraina.

## Demografie
Componența lingvistică a localității Novopavlivka
     Ucraineană (66%)
     Rusă (34%)
Conform recensământului din 2001, majoritatea populației localității Novopavlivka era vorbitoare de ucraineană (66%), existând în minoritate și vorbitori de rusă (34%).